# Tuchowischta

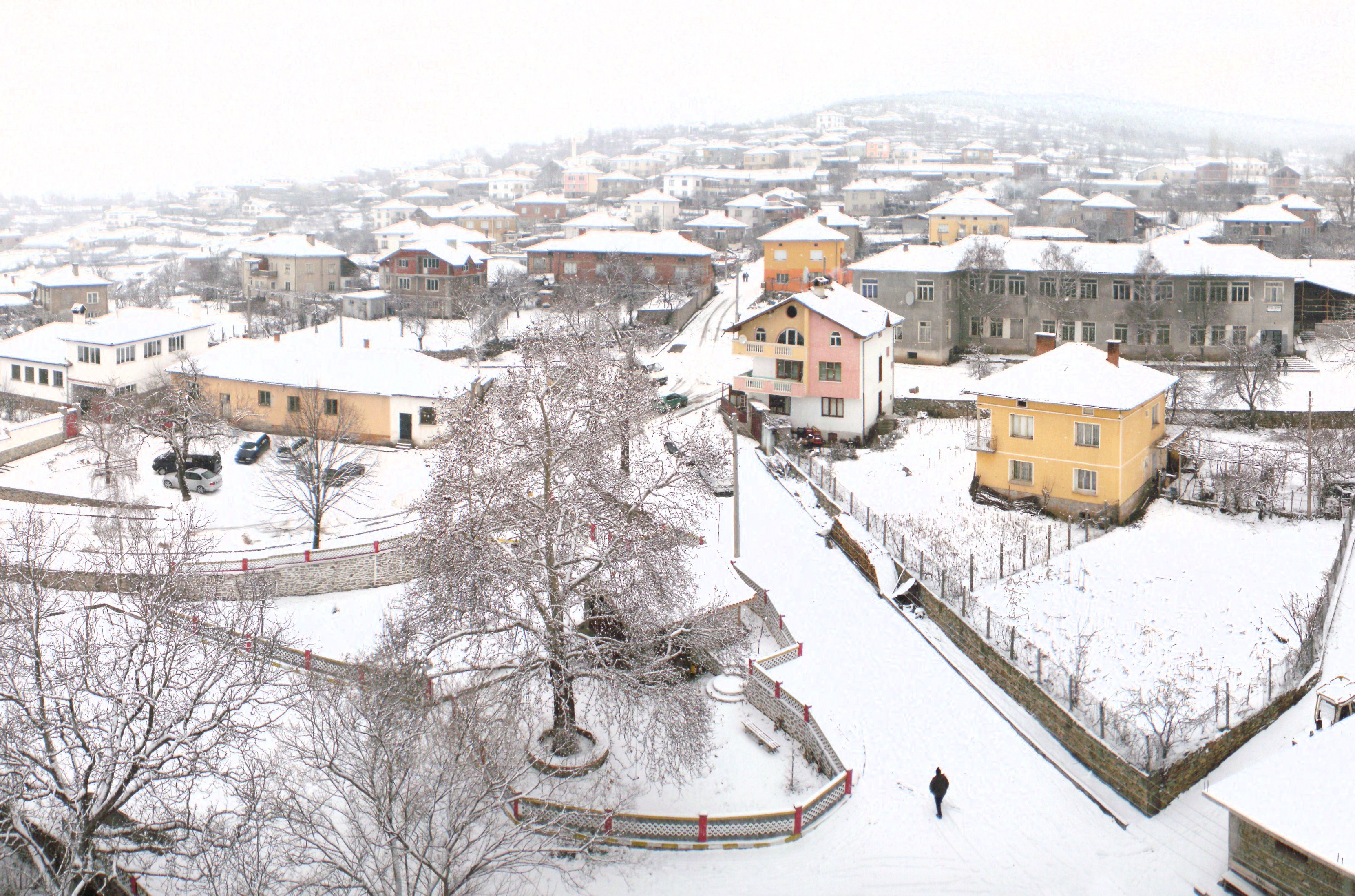
Tuchowischta im Januar 2010

Tuchowischta (bulgarisch Туховища) (in Bulgarien meist Tuhovishta, Varianten: Tuvistaa oder Duhovishta geschrieben) ist ein Dorf im Südwesten Bulgariens, Teil der Gemeinde Satowtscha, Oblast Blagoewgrad.

## Geografie
Tuchowischta liegt 100 km Luftlinie südöstlich der Gebietshauptstadt Blagoewgrad in den südwestlichen Rhodopen und ist Teil der historischen Landschaft Tschetsch (bulg. чеч). Tuchowischta liegt 20 km südlich von Satowtscha. Zur bulgarisch-griechischen Grenze sind es 2 km nach Osten bzw. 3 km nach Süden.
Der Ort liegt auf einer Höhe zwischen 836 und 999 Metern, das Gebiet des Dorfes umfasst 17 km². Das Dorf grenzt im Osten, wo die griechische Grenze am nächsten ist, an das Territorium der entvölkerten Dörfern Boren und Manastir, im Westen an das Gebiet der Dörfer Slaschten und Walkosel, im Süden an das Gebiet der Dörfer Godeschewo und im Norden an das Dorf Schischewo.

### Klima
Das Klima ist gemäßigt kontinental (subtropisch) mit besonderem Einfluss auf die Hochgebirge (durch die Bergkämme Tschukate und Dikilitash). Die durchschnittliche Jahrestemperatur beträgt 10 °C, im Winter können sich Temperaturinversionen bilden. Die durchschnittliche Temperatur im Januar bewegt sich je nach Höhenlage zwischen 0 °C und 7 °C. Der Sommer ist warm und sonnig. Die durchschnittliche jährliche maximale Temperatur im Tal des Flusses Mesta beträgt 32–36 °C, aber in der Mitte der Teil 23–32 °C. Dominiert der Herbst-Winter und Frühling-Sommer Niederschläge. Die Jahreszeiten sind verschieden – die sommer – Hitze, und im Winter – mäßig kalt.

### Relief
Da Tuchowischta in den Dikilitasschen Hügeln liegt, ist das Relief überwiegend gebirgig und hügelig, die Pässe in den hohen Teilen im hügeligen oder bergigen hügelig und stellenweise ist sehr robust. In einem geografischen Weg das Land ist in erster Linie aus Steinen, Granit, Rhyolith und Sandstein vorgestellt. Dominieren braun Wald und sandig-lehmigen Böden. Insgesamt das Relief ist sehr vielfältig. Das Dorf liegt an der Kreuzung zwischen mehreren kleinen Hügeln. Über Tuchowischta sind zwei der höchsten Berge in der Region – Chukata im Nordosten auf einer Höhe von 1010 m und der höchste Gipfel in der Region Dikilitash, mit einer Höhe von 1100 m. Dikilitash ist zwischen Tuchowischta und Valkosel entfernt. Im Spätherbst und im späten Frühling, wenn oberhalb des Dorfes und der umliegenden Sturz Frost, Fällung über Dikilitash sind Schnee.

### Flora und Fauna
Die Wälder sind reich an Nadel und Laubbaumarten, darunter befinden sich Kiefer, Fichte, Buche, Tanne, Eiche, Birke, Weide und andere, als Tierarten sind Hase, Wolf, Fuchs, Marder, Rehe, Wildschweine und viele andere zu finden. Im Sommer findet man Schlangen, Vipern, Eidechsen, Salamander und viele andere.
Zum Hydrographie-Netzwerk gehören die Flüsse Mesta, Dospat und viele kleinere Flüsse und Quellen. Es gibt viele Mikrodämme für die Bewässerung.

## Geschichte

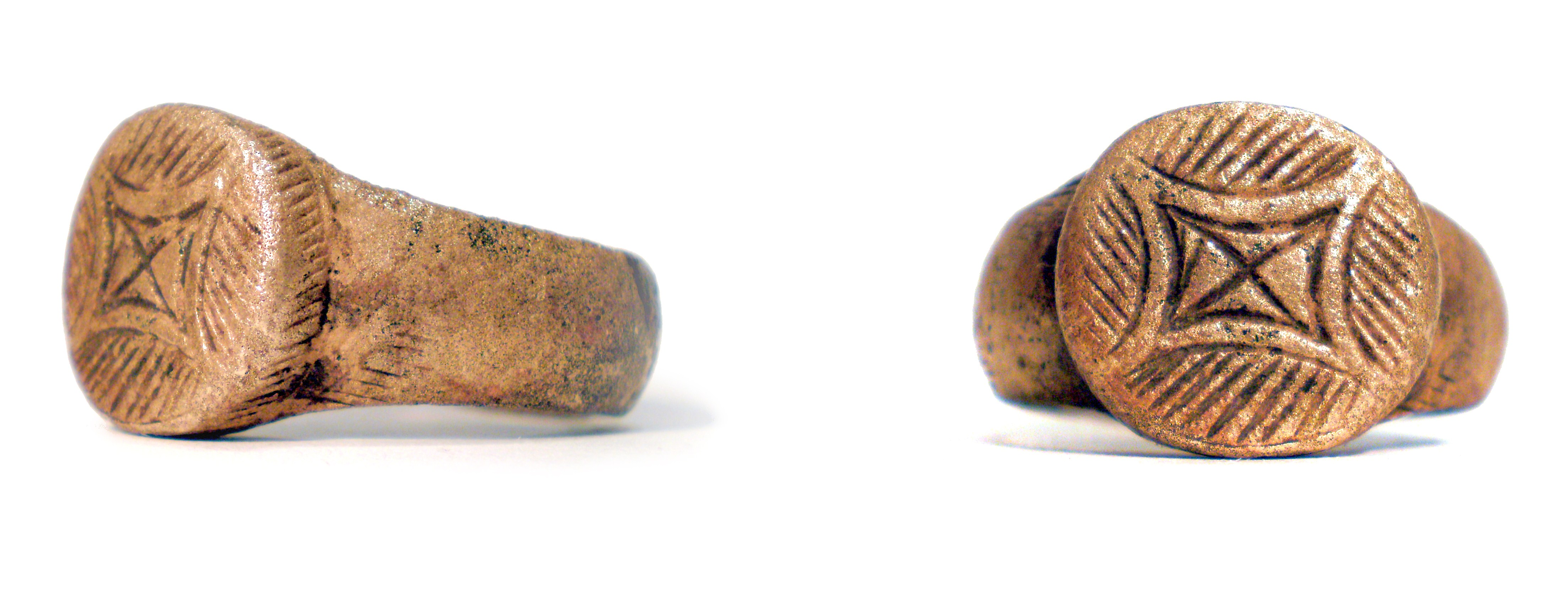
Römischer Bronzering, in Tuhovishta gefunden

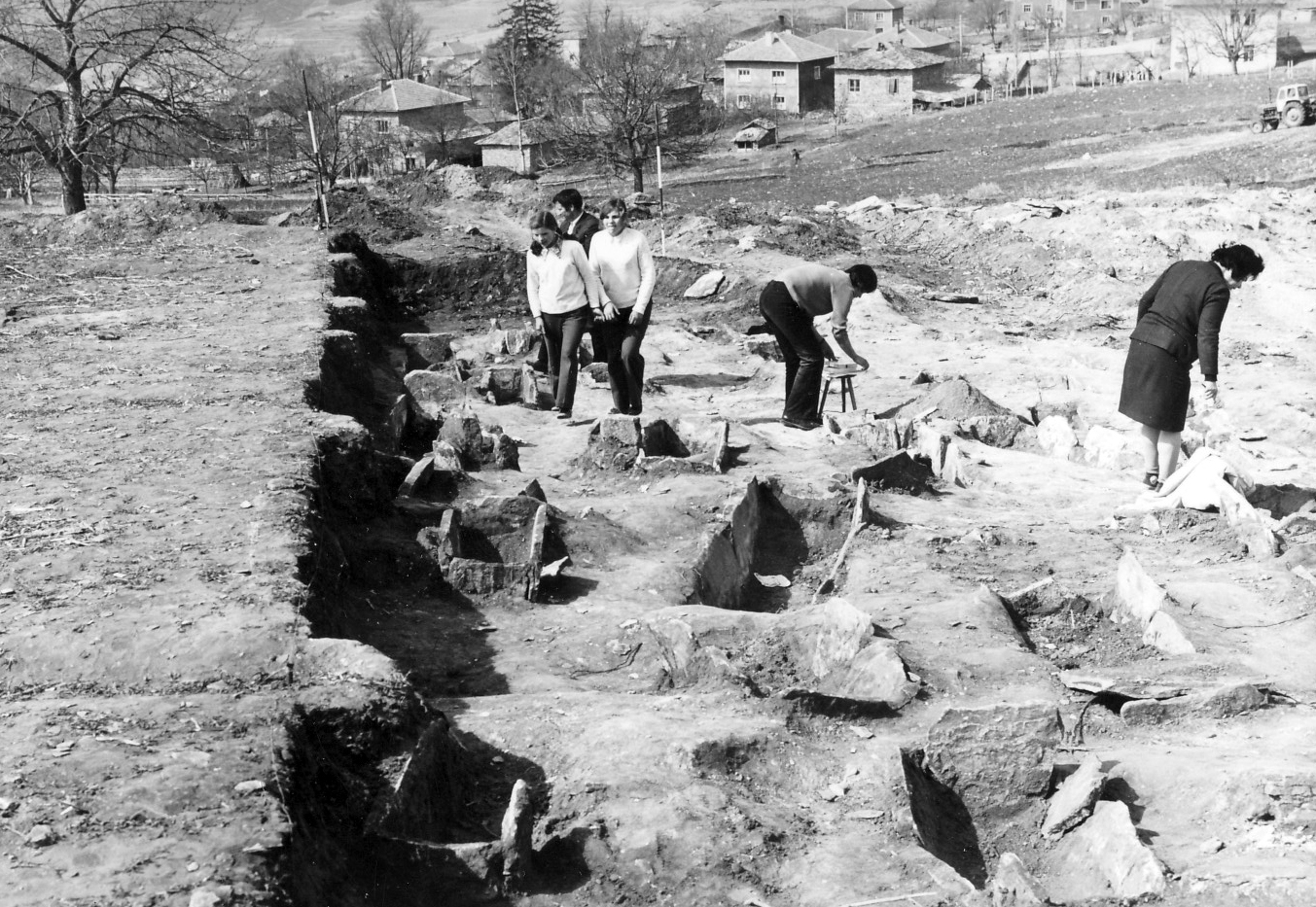
Gesamtausschnitt der Grabungen

Die Forschungen in der Nekropole, die im Jahre 1975 bei landwirtschaftlicher Arbeit, im Gebiet "Ogradeto" beim Dorf Tuchowischta, unweit von dem linken Ufer des Mesta-Flusses, in unmittelbarer Nähe der bulgarisch-griechischen Grenze zufällig entdeckt wurde, geben der bulgarischen Wissenschaft neue Information über die Bevölkerung aus dem Rhodopen-Pirin-Gebirge, über ihre Lebens- und Brauchtumskultur, über ihre geistige Kultur während des ersten bulgarischen Staates.
Die 146 gefundenen Gräber in der Nekropole sind rechteckige oder trapezförmige Gruben, die bei den Füßen der Toten enger werden. Sie sind laut alter heidnischer Tradition aus senkrecht geordneten Steinplatten gebaut und von oben mit plattenartigen Steinen gedeckt. Diese Tradition war auch nach der Bekehrung zum Christentum hauptsächlich im Rhodopen-Pirin-Gebirge und im Schwarzmeergebiet bewahrt und verbreitet worden.
An dem Begräbnisritus bemerkt man Elemente slawischer und protobulgarischer Begräbnisriten. Es wurden Spuren verbrannter Leichen aus der Zeit der slawisch-heidnischen Begräbnisriten infolge des in den einzelnen Gräbern angezündeten Feuers entdeckt. In einem großen Teil der erforschten Gräber sind einige Abweichungen von dem Kanon der im 9. Jh. offiziell bekehrten christlichen Religion hauptsächlich in Beziehung auf die Stellung der Hände festgestellt. Zum Unterschied von den christlichen Begräbnisriten, bei denen die Hände immer auf der Brust oder auf dem Bauch gekreuzt sind, ist die Stellung der Hände in einigen Gräbern der Nekropole sehr verschieden: Die eine Hand, die auf dem Bauch, auf der Brust gelegt oder im Ellbogen in einem spitzen Winkel gebeugt ist, weist nach dem Mund oder nach dem Schulter des Toten, während die andere an Körper liegt oder die beiden Hände liegen laut althergebrachter heidnischer Sitte an dem Körper des Verstorbenen.

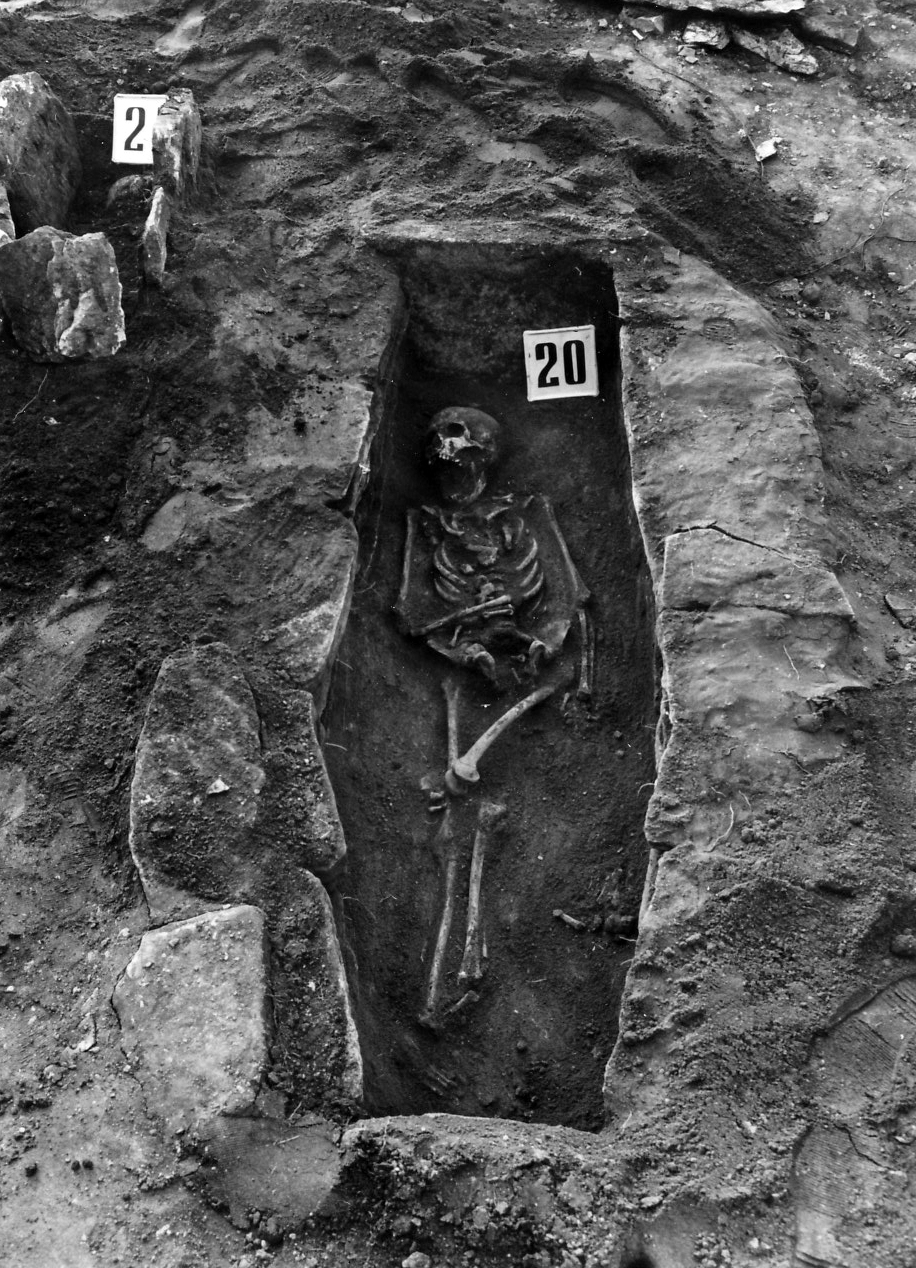
Amputierung der linken Sohle des Toten

In der Nekropole merkt man die Besonderheiten des Begräbnisritus, die für die heidnischen Begräbnisse der Protobulgaren aus nordöstlichem Teil Bulgariens charakteristisch sind. Man hatte Opfergefäße mit Essen zu den Toten gestellt, die Gliedmaßen nach dem Tod amputiert (Mutilatio) oder den Leichnam teils oder völlig vernichtet. Man hatte den Verstorbenen an den Füßen gefesselt und auf das Herz des Toten und auf einige Teile des Körpers Steine gestellt, damit der Tote nicht zum Vampir werden kann.
In den Mund oder in eine der beiden Hände einiger Verschiedenen hatte man Münzen, der sogenannte "Charonow obol" gelegt, damit der Verstorbene den Lohn für das Boot, das zum Jenseits fährt, zahlt.
Diese altertümliche Tradition stammt offensichtlich aus dem Süden. Sie war lange Zeit unter der bulgarischen Bevölkerung, die die Hänge des westlichen Rhodopen-Gebirges bewohnt hatte, bewahrt worden.
In der Nekropole ist eine verhältnismäßig große Anzahl von Opfergefäßen gefunden. Man merkt die große Vielfältigkeit von Formen, technischer Geschicklichkeit und Dekoration, wo die Traditionen der slawischen Töpferkunst vorherrschen. Die in der Nekropole gefundenen Tongefäße sind gewöhnlich klein oder mittelgroß, ohne Henkel. Sie gehören zu den Töpfen slawischen Typs mit wellenförmigen, waagerechten, parallelen, eingeschnittenen Linien. Diese Linien sind typisch auch für alle frühbulgarischen mittelalterlichen Gegenstände, die auf dem Territorium Bulgariens gefunden sind. Auf den Boden einiger Töpfe sind Reliefzeichen gedruckt, auf den Boden anderer gibt es kreisförmige Vertiefungen, die während der Formgebung entstanden sind, da die Achse der Töpferscheibe sich über dem Kreis befand.

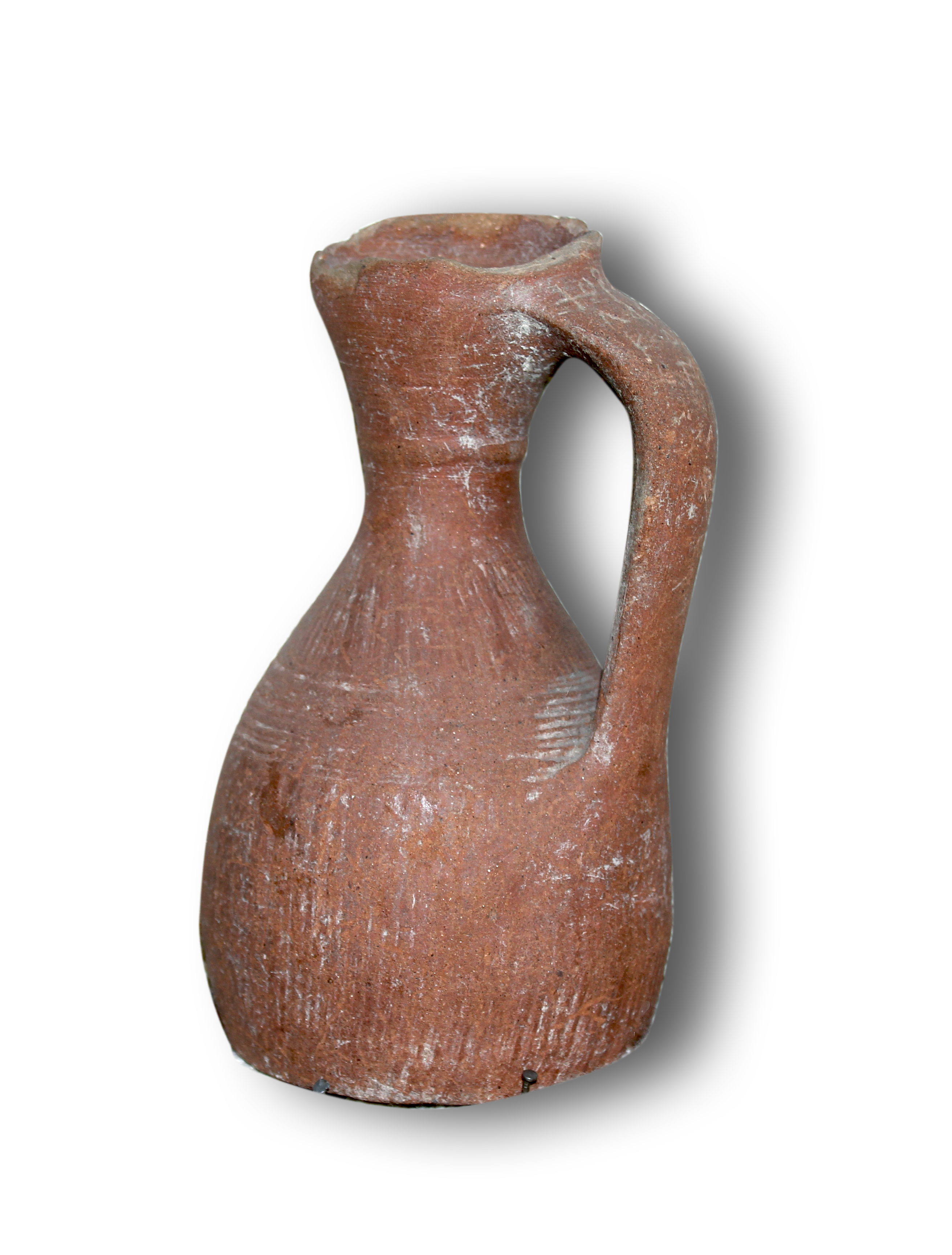
Keramische Opfergefäße, gefunden in der Nekropole.

Unter den Keramiken gibt es Töpfe mit hybriden Formen. Sie wurden offensichtlich infolge des Kontaktes zwischen der byzantinischen Kultur und der Kultur der slawischen Ansiedler entstanden. Nach der Einverleibung des westlichen Teils des Rhodopen-Gebirges zu dem bulgarischen Staates am Anfang des 9. Jahrhunderts hatten auch die Protobulgaren aus nordöstlichem Landesteil zu der Entstehung der hybriden Formen in der Keramik beigetragen.
Die Schmucksachen aus der Nekropole, mit ihren stilistischen Besonderheiten und Verfahren sind charakteristisch hauptsächlich für die frühbulgarischen Nekropolen in Südbulgarien. Im Ganzen betrachtet tragen sie slawischen Charakter, besonders die verschiedenartigen Ohrringe. An einigen Schmuckstücken aber bemerkt man Elemente protobulgarischen Ursprungs z. B. die sternförmigen Behänge der mondförmigen Ohrringe. Bei den spiraligen Ringen und den metallischen Armbändern mit geöffneten Abschlüssen, die auf Schlangenköpfen oder stilisierten Seepferdchenköpfen enden, erkennt man örtliche, handwerkliche, althergebrachte Tradition. Einige Schmuckstücke aus dem 11. Jahrhundert wurden von der byzantinischen Juweliertechnik beeinflusst. In Beziehung auf ihren Kunstwert und ihre Verschiedenartigkeit kann man mit Grunde behaupten, dass eine sehr entwickelte Juwelierschule mit Ortswerkstätten vorhanden war. Wahrscheinlich wurde sie im 10. – 11. Jahrhundert im westlichen Rhodopen-Gebirge infolge des starken Einflusses der byzantinischen Juwelierkunst entstanden.
Die ethnischen Charakteristiken der Begräbnisanlagen, des Begräbnisritus und der Grabbeigaben enthalten Elemente der Lebens- und Brauchtumskultur der dreien Nationalitäten und zwar der Slawen, der Protobulgaren und der ortsansässigen Bevölkerung, die die bulgarische Nationalität und die altbulgarische Kultur am Ende des 9. und am Anfang des 10. Jahrhunderts gebildet hatten.
Die Forschungen der Begräbnisanlagen, des Begräbnisritus und der Grabbeigaben bestimmen die bulgarische ethnische Angehörigkeit der Verstorbenen in der Nekropole. Die Münzsammlung aus der Nekropole soll in chronologisch größeren Grenzen 10. – 11. Jahrhundert erforscht werden.

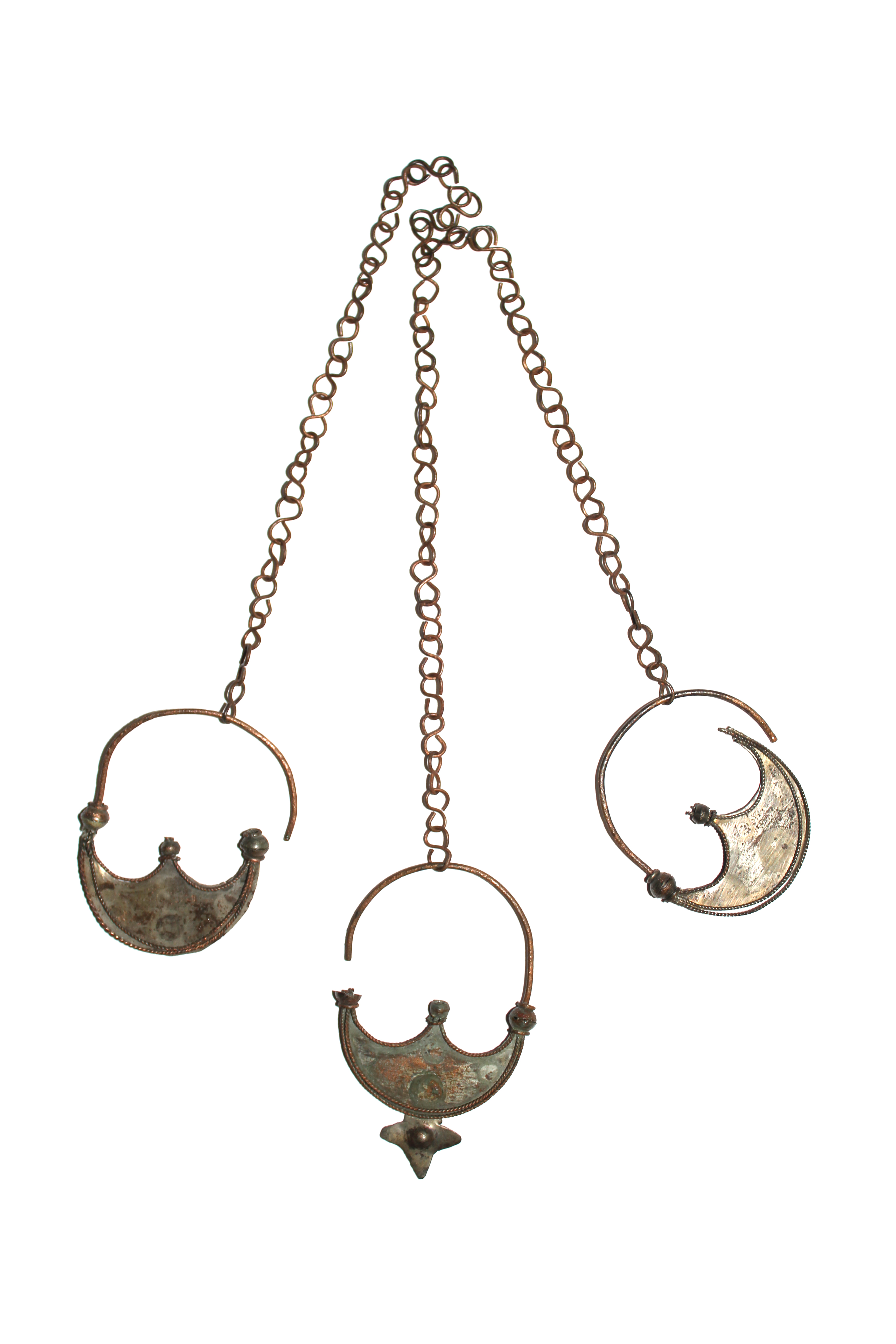
Mondförmige Ohrringe mit kreuzförmigen Behängen

Den anthropologischen Forschungen entsprechend gibt es unter den Toten mehr nördliche Rassentypen, die für die Slawen charakteristisch sind. Weniger ist die Anzahl der glazil-mediterranen und dinariden mediterranen Formen, die für die ortsansässige thrakische Bevölkerung typisch sind. Es sind noch europide Rassentypen mit mongoloider Beimischung, die die Protobulgaren von Isperich charakterisieren, vorhanden. Diese anthropologische Forschung gibt neue Information über die Geschichte der Gegend. Außer den Slawen, die die ortsansässigen Thraker slawisiert hatten, gehören auch die Protobulgaren zu der Ethnogenese der Bevölkerung aus dem Dorf Tuchowischta.
Die ethnischen Charakteristiken der Begräbnisanlagen, des Begräbnisritus, der Grabbeigaben und der anthropologischen Forschungen beweisen, dass außer den kompakten slawischen Massen und der ortsansässigen thrakischen Bevölkerung auch ethnische protobulgarische Gruppen an der Konsolidation der bulgarischen Nationalität und an der altbulgarischen Lebens- und Brauchtumskultur in Südwestbulgarien im frühen Mittelalter teilgenommen hatten.
Die archäologischen und anthropologischen Erforschungen und die Erforschung der geschichtlichen Quellen aus dem 7. – 10. Jahrhundert Südwestbulgarien betreffend berichten, dass dieses Gebiet seit langem von Turkgruppen bewohnt war. Sie könnten mit den Protobulgaren von Kuber, die sich in Mazedonien - Keramisko pole - Gebiet zwischen Bitolja und Saloniki im Jahre 670 festgesetzt hatten, etwas Gemeinsames haben. Gemäß der Chronik von Kaiser Konstantin Bagrjanorodni hatte ein Teil von Protobulgaren auf Befehl von Justinian dem 2. am Ende des 7. Jahrhunderts "das Gebirge von Strimön und jenseits der Schluchten" d. h. das Gebiet zwischen Struma- und Mesta-Flüssen, unweit des heutigen Dorfes Tuchowischta besiedelt.
Die geographische Nähe zwischen dem Dorf Tuchowischta und den von Kubers Protobulgaren bewohnten Gebieten hatte den Kontakt und die gegenseitige Durchdringung zwischen der Bevölkerung aus dem südwestlichen Rhodopen-Gebirge und den protobulgarischen ethnischen Gruppen aus dem Weißmeergebiet und den Berggebieten zwischen Struma- und Mesta-Flüssen ermöglicht. Dieser Kontakt zwischen den beiden Nationalitäten und offensichtlich auch der Einfluss der Isperichs-Protobulgaren aus dem nordöstlichen Landesteil bedingen das Vorhandensein protobulgarischer Elemente im Begräbnisritus und anthropologischer Typen protobulgarischen Ursprungs in der Nekropole.
In osmanischen Dokumenten wird das Dorf mit dem Namen „Thuishta“ geführt.